# トッド・ポーター
トッド・ミッチェル・ポーター（Todd Mitchell Porter）はアメリカのゲーム開発者であり、児童書『Firefly Fred』の著者。彼はカントリー・ミュージックの伝説的人物チェット・アトキンスの甥である。 

## ゲーム開発歴
過去または現在の勤務先： 
- Ion Storm
- 7th Level
- Strategic Simulation
- Origin Systems
- 321 Studios
- Penguin Software
- Advanced Imagination,Inc. （BoardCraft）

貢献したゲーム ： 
- NecroVirus (2015)
- Asheron's Call 2: Fallen Kings (2002)
- Dominion: Storm Over Gift 3 (1998)
- G-Nome (1997)
- Renegade Legion: Interceptor (1990)
- Ultima VI: The False Prophet (1990)
- Knights of Legend (1989)
- Times of Lore (1988)